# Groß Jedlersdorfer Straße
Die Groß Jedlersdorfer Straße B229 ist eine Hauptstraße B und ehemalige Bundesstraße in Wien. Neben der Donau Straße (B3) stellt sie eine wichtige West-Ost-Achse zwischen dem 21. und 22. Bezirk dar.
Sie beginnt bei der Abfahrt vom A22-Zubringer Nordbrücke an der Brünner Straße (B7), quert die Angerner Straße (B8) und führt zur Anschlussstelle Rautenweg der Wiener Nordrand Schnellstraße (S2). Seit 2010 sind auch die Kollektorfahrbahnen beidseitig der S2 zwischen Rautenweg und Breitenleer Straße Teil der Hauptstraße B229.
Dabei verläuft sie innerhalb der Bezirke Floridsdorf und Donaustadt und trägt die Straßennamen Lundenburger Gasse, Shuttleworthstraße, Ruthnergasse, Siemensplatz, Siemensstraße, Julius-Ficker-Straße und Rautenweg. Bis auf eine Engstelle im Übergangsbereich von der Siemensstraße zur Julius-Ficker-Straße ist die B229 vierspurig ausgeführt.
Bis 2002 war die Groß Jedlersdorfer Straße Teil des Bundesstraßennetzes, dann erfolgte die Übertragung in die Landesverwaltung.

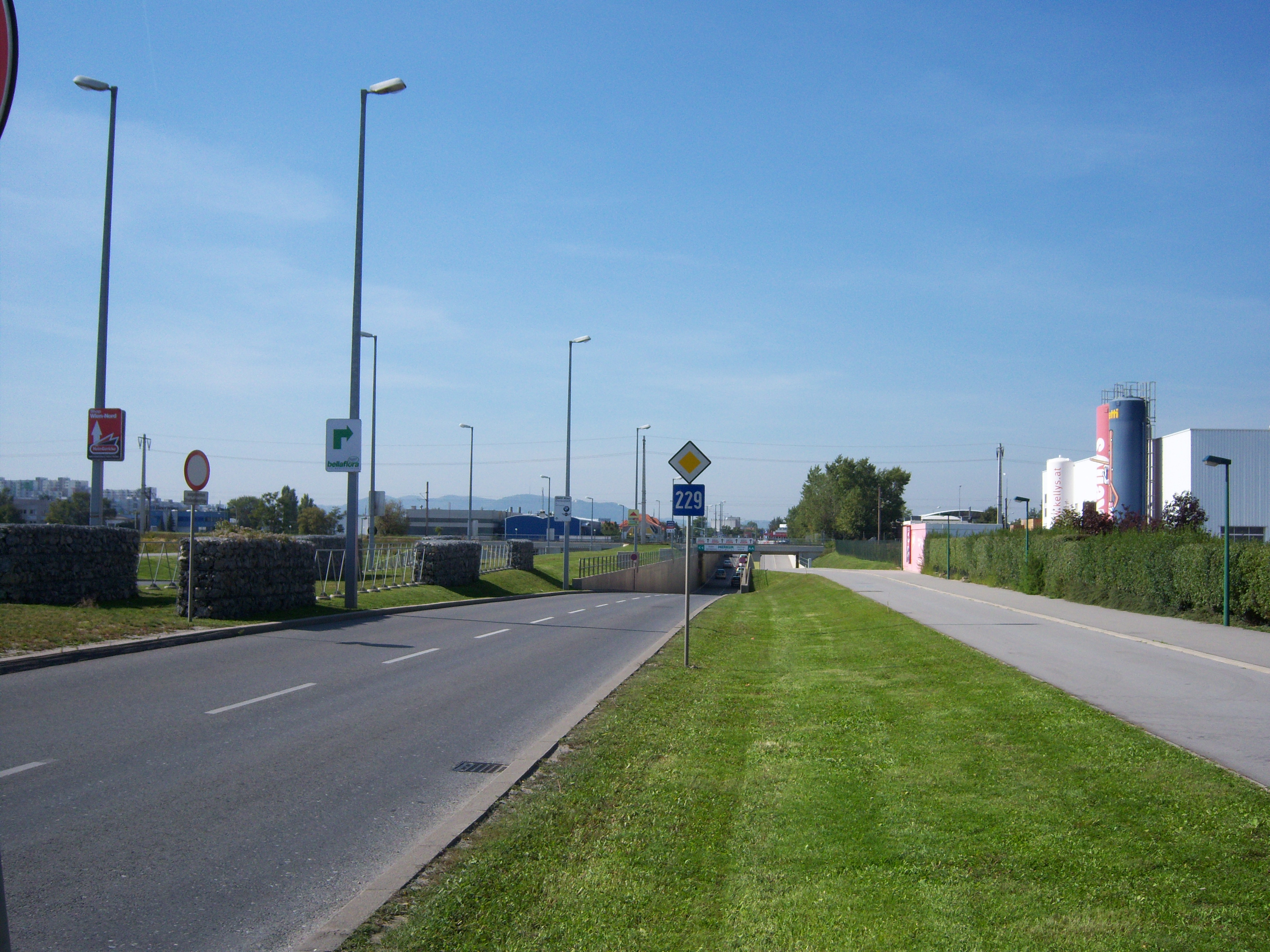
B229 Blickrichtung Leopoldau
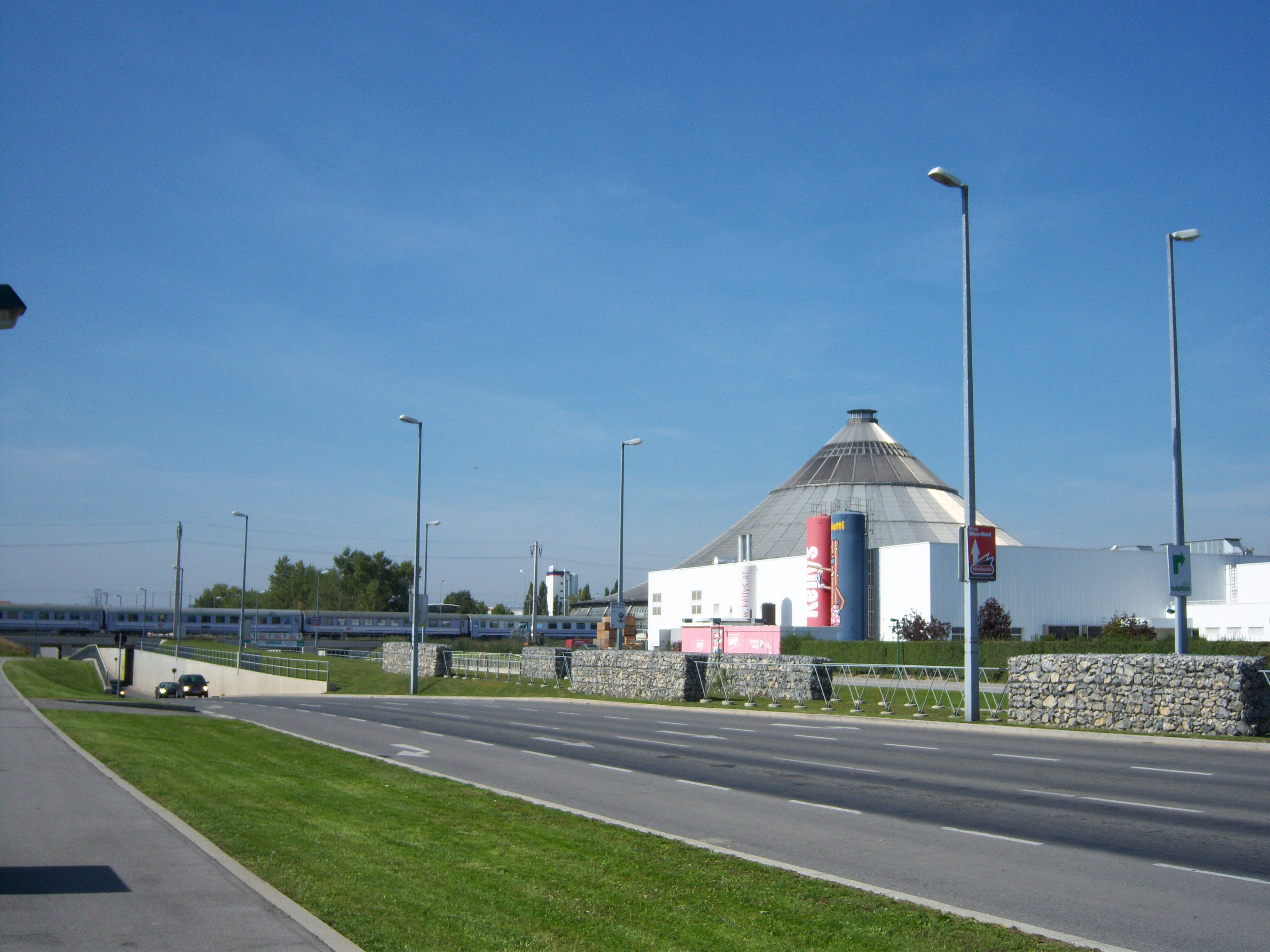
B229 mit Rinterzelt im Hintergrund

| B229 | Die Groß Jedlersdorfer Straße befand sich wie die anderen ehemaligen Bundesstraßen in der Bundesverwaltung. Seit dem 1. April 2002 steht sie unter Landesverwaltung und führt zwar das B in der Nummer weiterhin, nicht aber die Bezeichnung Bundesstraße. |